# 苏家湾镇
苏家湾镇，是中华人民共和国四川省内江市资中县曾经下辖的一个镇。2019年12月，撤销苏家湾镇，将其所属行政区域划归重龙镇管辖。

## 行政区划
苏家湾镇撤销前下辖以下地区：
苏家湾社区、韩家冲村、人和寨村、七根松村、天宝寨村、宝石桥村、蒙溪口村、雨台山村、新观音村、大鱼箭村、法王寺村、观音岩村、官斗村、茯苓村、石龙村、鱼剑村、龙马村、万安村、小河村、桐江村、土地桥村、八字墙村、毛安村、石坝子村、兴隆场村和竹花村。